# 汪师贞
汪师贞（1925年10月—2013年4月21日），女，上海人，中华人民共和国医生，新疆医学院第一附属医院教授、主任医师，曾任新疆维吾尔自治区政协副主席，第五届全国政协委员。